# آرتور تدر، اولین بارون تدر
آرتور تدر، اولین بارون تدر (انگلیسی: Arthur Tedder, 1st Baron Tedder; ۱۱ ژوئیهٔ ۱۸۹۰ – ۳ ژوئن ۱۹۶۷) فرد نظامی اهل بریتانیا بود. وی همچنین برندهٔ جوایزی همچون لژیون دونور (فرمانده)، صلیب جنگ ۱۹۴۵–۱۹۳۹ (فرانسه)، لژیون دونور (افسر بزرگ)، لژیون دونور (صلیب بزرگ) و نشان خدمات برجسته (ارتش آمریکا) شده‌است.